# Luxemburgo nos Jogos Olímpicos de Verão de 1924
Luxemburgo participou dos Jogos Olímpicos de Verão de 1924 na cidade de Paris, na França.